# 34. pěší divize (Wehrmacht)
34. pěší divize (německy: 34. Infanterie-Division) byla divize německé armády (Wehrmacht) za druhé světové války.

## Historie
34. pěší divize byla založena 1. dubna 1936 v Koblenci a zmobilizována v srpnu 1939 v rámci první sestavovací vlny německé armády. Divize zaujala obranné pozice v Sárské Falci a poté se účastnila západního tažení.
V červnu roku 1941 se divize zapojila do operace Barbarossa v rámci Skupiny armád Střed a další tři roky se téměř nepřetržitě účastnila bojových akcí. Po těžkých ztrátách v okolí Čerkaského kotle jižně od Zaškiva a bojích u Umaně byla divize v květnu 1944 doplněna o stínovou divizi Neuhammer. V červenci 1944 byla divize přeložena do Itálie k armádní skupině Zangen, kde v dubnu 1945 kapitulovala.